# Skënderbegas alközség
Skënderbegas alközség harmadik szintű közigazgatási egység Albánia délkeleti részén, Gramsh városától légvonalban 11, közúton 16 kilométerre dél-délkeleti irányban, a Devoll és a Tomorrica folyók közén, az Ostrovica-hegység északi peremén. Elbasan megyén belül Gramsh község része. Székhelye Skënderbegas, további települései Bletëza, Ermenj, Fushëza, Harunas, Kotka, Kullollas, Lemnusha, Narta, Shemberdhenj, Siman, Vidhan és Zenelas. A 2011-es népszámlálás alapján az alközség népessége 1239 fő.
Skënderbegas a Devoll és a Tomorrica összefolyásánál, az Ostravica-hegységnek a két folyó által közrezárt északi részén fekszik. A folyóvölgyeket dombvonulatok kísérik, az alközség középső területein ezek helyét középhegységi, délen magashegységi gerincek veszik át. Legmagasabb pontja a déli peremén emelkedő Tat-hegy (Maja e Tatit, 1729 m). A Devoll felé eső északkeleti lejtők vízben szegényebbek, keleten azonban több patak is táplálja a Tomorricát (Doljan, Katka, Kuraj stb.) Az alközség közúthálózata fejletlen, a község többi részével a Tomorricán átívelő shëmrizai híd köti össze.
Bletëzában bektási tekke található, közelében műemléki védelmet élvező 19. századi kútház, a Çezma e Gramshit. A vidék szülötte volt Abas Ermenji (1913–2003) albán politikus, történész, a második világháborúban a Nemzeti Front prominens tagja.